# Кубок мира по художественной гимнастике 2013
Кубок мира по художественной гимнастике 2013 года (2013 FIG World Cup circuit in Rhythmic Gymnastics) — серия международных соревнований, включающих в себя выступления в индивидуальном и групповом многоборье, а также в отдельных видах среди гимнасток, выступающих в индивидуальном первенстве (упражнения с обручем, мячом, булавами и лентой) и в групповом первенстве (упражнения с десятью булавами и тремя мячами и двумя лентами).
В 2013 году по решению Международной федерации гимнастики (FIG) права провести соревнования были поручены восьми странам: Эстонии (Тарту), Португалии (Лиссабон), Румынии (Бухарест), Италии (Пезаро), Болгарии (София), Франции (Корбей-Эсон), Беларуси (Минск) и России (Санкт-Петербург). В течение года прошло восемь этапов Кубка мира со средней продолжительностью каждого из них в три дня.
По результатам выступлений ведётся рейтинг гимнасток в отдельных дисциплинах и по сумме очков во всех дисциплинах (общем зачёте). В конце сезона на заключительном этапе Кубка мира в Санкт-Петербурге по итогам всех соревнований серии лучшей в многоборье и упражнениях с мячом и лентой была признана Маргарита Мамун (Россия), в упражнениях с обручем и булавами — Анна Ризатдинова (Украина). В групповом первенстве, как в многоборье, так и в отдельных видах, лучшей была названа команда России.

## Расписание турниров
| Дата               | Уровень     | Место проведения        | Тип соревнований                      |
| ------------------ | ----------- | ----------------------- | ------------------------------------- |
| 8-10 февраля 2013  | Категория B | Тарту, Эстония          | Индивидуальные упражнения             |
| 3-7 апреля 2013    | Категория B | Лиссабон, Португалия    | Индивидуальные и групповые упражнения |
| 19-21 апреля 2013  | Категория B | Бухарест, Румыния       | Индивидуальные упражнения             |
| 26-28 апреля 2013  | Категория B | Пезаро, Италия          | Индивидуальные и групповые упражнения |
| 4-5 мая 2013       | Категория A | София, Болгария         | Индивидуальные и групповые упражнения |
| 10-12 мая 2013     | Категория B | Корбей-Эсон, Франция    | Индивидуальные упражнения             |
| 17-19 мая 2013     | Категория B | Минск, Беларусь         | Индивидуальные и групповые упражнения |
| 17-18 августа 2013 | Категория B | Санкт-Петербург, Россия | Индивидуальные и групповые упражнения |

## Медалисты

### Многоборье

#### Индивидуальное первенство
| Соревнования    | Золото                      | Серебро                       | Бронза                       |
| --------------- | --------------------------- | ----------------------------- | ---------------------------- |
| Категория А     |                             |                               |                              |
| София           | Яна Кудрявцева · Россия     | Сильвия Митева · Болгария     | Маргарита Мамун · Россия     |
| Категория В     |                             |                               |                              |
| Тарту           | Анна Ризатдинова · Украина  | Мелитина Станюта · Беларусь   | Марина Дурунда · Азербайджан |
| Лиссабон        | Маргарита Мамун · Россия    | Александра Меркулова · Россия | Анна Ризатдинова · Украина   |
| Бухарест        | Мелитина Станюта · Беларусь | Алина Максименко · Украина    | Дарья Сватковская · Россия   |
| Пезаро          | Мелитина Станюта · Беларусь | Мария Титова · Россия         | Дарья Сватковская · Россия   |
| Корбей-Эсон     | Анна Ризатдинова · Украина  | Мелитина Станюта · Беларусь   | Маргарита Мамун · Россия     |
| Минск           | Яна Кудрявцева · Россия     | Дарья Сватковская · Россия    | Мелитина Станюта · Беларусь  |
| Санкт-Петербург | Маргарита Мамун · Россия    | Мелитина Станюта · Беларусь   | Яна Кудрявцева · Россия      |

#### Групповое первенство
| Соревнования    | Золото   | Серебро  | Бронза   |
| --------------- | -------- | -------- | -------- |
| Категория А     |          |          |          |
| София           | Болгария | Россия   | Беларусь |
| Категория В     |          |          |          |
| Лиссабон        | Испания  | Болгария | Россия   |
| Пезаро          | Италия   | Болгария | Украина  |
| Минск           | Россия   | Беларусь | Италия   |
| Санкт-Петербург | Россия   | Беларусь | Испания  |

### Отдельные виды

#### Обруч
| Соревнования    | Золото                     | Серебро                         | Бронза                        |
| --------------- | -------------------------- | ------------------------------- | ----------------------------- |
| Тарту           | Анна Ризатдинова · Украина | Мелитина Станюта · Беларусь     | Лала Юсифова · Азербайджан    |
| Лиссабон        | Маргарита Мамун · Россия   | Александра Меркулова · Россия   | Анна Ризатдинова · Украина    |
| Бухарест        | Мария Титова · Россия      | Александра Пискупеску · Румыния | Лала Юсифова · Азербайджан    |
| Пезаро          | Дарья Сватковская · Россия | Мелитина Станюта · Беларусь     | Анна Ризатдинова · Украина    |
| София           | Яна Кудрявцева · Россия    | Сильвия Митева · Болгария       | Анна Ризатдинова · Украина    |
| София           | Яна Кудрявцева · Россия    | Сильвия Митева · Болгария       | Сон Ён Чжэ · Республика Корея |
| Корбей-Эсон     | Маргарита Мамун · Россия   | Анна Ризатдинова · Украина      | Александра Меркулова · Россия |
| Минск           | Дарья Сватковская · Россия | Сон Ён Чжэ · Республика Корея   | Нета Ривкин · Израиль         |
| Санкт-Петербург | Маргарита Мамун · Россия   | Сон Ён Чжэ · Республика Корея   | Мелитина Станюта · Беларусь   |

#### Мяч
| Соревнования    | Золото                      | Серебро                         | Бронза                        |
| --------------- | --------------------------- | ------------------------------- | ----------------------------- |
| Тарту           | Мелитина Станюта · Беларусь | Анна Ризатдинова · Украина      | Марина Дурунда · Азербайджан  |
| Лиссабон        | Маргарита Мамун · Россия    | Анна Ризатдинова · Украина      | Сон Ён Чжэ · Республика Корея |
| Бухарест        | Мелитина Станюта · Беларусь | Александра Пискупеску · Румыния | Дарья Сватковская · Россия    |
| Пезаро          | Мелитина Станюта · Беларусь | Мария Титова · Россия           | Нета Ривкин · Израиль         |
| София           | Маргарита Мамун · Россия    | Сильвия Митева · Болгария       | Яна Кудрявцева · Россия       |
| София           | Маргарита Мамун · Россия    | Нета Ривкин · Израиль           | Яна Кудрявцева · Россия       |
| Корбей-Эсон     | Маргарита Мамун · Россия    | Мелитина Станюта · Беларусь     | Анна Ризатдинова · Украина    |
| Минск           | Яна Кудрявцева · Россия     | Дарья Сватковская · Россия      | Сильвия Митева · Болгария     |
| Санкт-Петербург | Яна Кудрявцева · Россия     | Маргарита Мамун · Россия        | Сильвия Митева · Болгария     |

#### Булавы
| Соревнования    | Золото                      | Серебро                       | Бронза                       |
| --------------- | --------------------------- | ----------------------------- | ---------------------------- |
| Тарту           | Мелитина Станюта · Беларусь | Анна Ризатдинова · Украина    | Марина Дурунда · Азербайджан |
| Лиссабон        | Маргарита Мамун · Россия    | Анна Ризатдинова · Украина    | Мелитина Станюта · Беларусь  |
| Бухарест        | Мелитина Станюта · Беларусь | Награда не вручалась          | Алина Максименко · Украина   |
| Бухарест        | Дарья Сватковская · Россия  | Награда не вручалась          | Алина Максименко · Украина   |
| Пезаро          | Мелитина Станюта · Беларусь | Дарья Сватковская · Россия    | Анна Ризатдинова · Украина   |
| София           | Яна Кудрявцева · Россия     | Анна Ризатдинова · Украина    | Сильвия Митева · Болгария    |
| Корбей-Эсон     | Анна Ризатдинова · Украина  | Маргарита Мамун · Россия      | Мелитина Станюта · Беларусь  |
| Минск           | Мелитина Станюта · Беларусь | Яна Кудрявцева · Россия       | Награда не вручалась         |
| Минск           | Мелитина Станюта · Беларусь | Сон Ён Чжэ · Республика Корея | Награда не вручалась         |
| Санкт-Петербург | Маргарита Мамун · Россия    | Яна Кудрявцева · Россия       | Мелитина Станюта · Беларусь  |

#### Лента
| Соревнования    | Золото                      | Серебро                       | Бронза                          |
| --------------- | --------------------------- | ----------------------------- | ------------------------------- |
| Тарту           | Мелитина Станюта · Беларусь | Анна Ризатдинова · Украина    | Марина Дурунда · Азербайджан    |
| Лиссабон        | Маргарита Мамун · Россия    | Мелитина Станюта · Беларусь   | Дэн Сэньюэ · Китай              |
| Бухарест        | Мелитина Станюта · Беларусь | Награда не вручалась          | Александра Пискупеску · Румыния |
| Бухарест        | Дарья Сватковская · Россия  | Награда не вручалась          | Александра Пискупеску · Румыния |
| Пезаро          | Мелитина Станюта · Беларусь | Сон Ён Чжэ · Республика Корея | Анна Ризатдинова · Украина      |
| София           | Сильвия Митева · Болгария   | Маргарита Мамун · Россия      | Яна Кудрявцева · Россия         |
| София           | Сильвия Митева · Болгария   | Анна Ризатдинова · Украина    | Яна Кудрявцева · Россия         |
| Корбей-Эсон     | Маргарита Мамун · Россия    | Анна Ризатдинова · Украина    | Александра Меркулова · Россия   |
| Минск           | Мелитина Станюта · Беларусь | Яна Кудрявцева · Россия       | Дарья Сватковская · Россия      |
| Санкт-Петербург | Маргарита Мамун · Россия    | Яна Кудрявцева · Россия       | Сон Ён Чжэ · Республика Корея   |

#### 10 булав
| Соревнования    | Золото   | Серебро     | Бронза    |
| --------------- | -------- | ----------- | --------- |
| Лиссабон        | Россия   | Китай       | Швейцария |
| Пезаро          | Италия   | Украина     | Болгария  |
| София           | Болгария | Испания     | Беларусь  |
| Минск           | Италия   | Азербайджан | Россия    |
| Санкт-Петербург | Россия   | Беларусь    | Италия    |

#### 2 ленты+3 мяча
| Соревнования    | Золото   | Серебро  | Бронза   |
| --------------- | -------- | -------- | -------- |
| Лиссабон        | Россия   | Китай    | Испания  |
| Пезаро          | Италия   | Болгария | Беларусь |
| София           | Россия   | Болгария | Беларусь |
| Минск           | Беларусь | Россия   | Бразилия |
| Санкт-Петербург | Россия   | Беларусь | Франция  |